# Clélia Renucci
Pour les articles homonymes, voir Renucci.
Clélia Renucci, née le 10 juillet 1985 à Paris, est une romancière et essayiste française.

## Biographie
Clélia Renucci est d'origine corse.
Après une classe préparatoire au Lycée Henri IV, elle intègre le Celsa et travaille dans la publicité comme conceptrice-rédactrice à l’agence H. Elle entre ensuite à l’Éducation nationale où elle devient professeur de lettres modernes,.
En 2015, elle publie un essai intitulé Libres d'aimer : Les cougars dans la littérature aux éditions Albin Michel. Elle s'intéresse aux femmes cougars dans la littérature, notamment au travers des œuvres de Marivaux, Stendhal jusqu'à Helen Fielding,.
En 2018, elle publie son premier roman, Concours pour le Paradis, qui raconte la rivalité entre les peintres Le Tintoret et Véronèse. Pour cet ouvrage, elle reçoit le prix Grands Destins du Parisien Magazine en octobre 2018, et le Prix du premier roman le mois suivant,.
En 2021, elle écrit La fabrique des souvenirs. Le roman évoque le sujet de l'amour virtuel et des addictions aux réseaux sociaux. Il explore aussi les thèmes de la mémoire, de la filiation et la musique, à travers les époques et les lieux. 
En 2023, elle publie son troisième roman, Le pavillon des oiseaux. Elle y raconte la vie de Clélia Farnèse. Le roman se déroule dans la Rome du 16e siècle,,. 

### Vie privée
Fille de l'historien Pierre Miquel et de l'universitaire spécialiste des médias France Renucci, elle grandit dans le quartier d'Auteuil à Paris et fréquente le lycée Jean-Baptiste-Say.
Mariée, elle est mère de deux enfants et vit à New York. Elle y est professeure de lettres modernes.

## Ouvrages

### Romans
- Concours pour le Paradis : roman, Paris, éditions Albin Michel, 22 août 2018, 272 p. (ISBN 978-2-226-39201-5).
- La Fabrique des souvenirs : roman, Paris, éditions Albin Michel, 18 août 2021, 320 p. (ISBN 978-2-226-44476-9).
- Le Pavillon des oiseaux : roman, Paris, éditions Albin Michel, 23 août 2023, 288 p. (ISBN 978-2-226-47314-1), roman biographique de Clelia Farnèse[16].

### Essais
- Libres d'aimer : Les cougars dans la littérature, Paris, éditions Albin Michel, 23 août 2023, 305 p. (ISBN 978-2-226-31819-0).

### Scolaires
- Interro Surprise Brevet Français Troisième, éditions Ellipses, 15 juillet 2014, 192 p. (ISBN 978-2-340-00040-7).
- Objectif Mention Très Bien Français Troisième, éditions Ellipses, 30 juin 2015, 144 p. (ISBN 978-2-340-00695-9).

## Récompenses
- 2018 : Prix Grands Destins du Parisien Magazine pour Concours pour le Paradis
- 2018 : Prix du premier roman pour Concours pour le Paradis